# Devyne Rensch
 (novembre 2019).
Devyne Rensch, né le 18 janvier 2003 à Lelystad aux Pays-Bas, est un footballeur néerlandais qui évolue au poste d'arrière droit à l'AS Rome.

## Biographie

### En équipe nationale
Avec les moins de 17 ans, il participe au championnat d'Europe des moins de 17 ans en 2019. Lors de cette compétition, il est titulaire et joue six matchs. Les Néerlandais remportent le tournoi en battant l'Italie en finale.

## Statistiques
Ce tableau résume les statistiques en carrière de Devyne Rensch.

### Détaillées
| Saison                | Club                  | Championnat           | Championnat | Championnat | Championnat | Coupe(s) nationale(s) | Coupe(s) nationale(s) | Coupe(s) nationale(s) | Supercoupe | Supercoupe | Supercoupe | Compétition(s) continentale(s) | Compétition(s) continentale(s) | Compétition(s) continentale(s) | Compétition(s) continentale(s) | Pays-Bas | Pays-Bas | Pays-Bas | Total | Total | Total |
| Saison                | Club                  | Division              | M.          | B.          | P.d.        | M.                    | B.                    | P.d.                  | M.         | B.         | P.d.       | Comp.                          | M.                             | B.                             | P.d.                           | M.       | B.       | P.d.     | M.    | B.    | P.d.  |
| 2020-2021             | Ajax Amsterdam        | Eredivisie            | 18          | 3           | 2           | 4                     | 0                     | 0                     | -          | -          | -          | C1+C3                          | 0+5                            | 0+0                            | 0                              | -        | -        | -        | 27    | 3     | 2     |
| 2021-2022             | Ajax Amsterdam        | Eredivisie            | 19          | 1           | 1           | 3                     | 0                     | 0                     | 1          | 0          | 0          | C1                             | 5                              | 0                              | 0                              | 1        | 0        | 0        | 29    | 1     | 1     |
| 2022-2023             | Ajax Amsterdam        | Eredivisie            | 26          | 3           | 1           | 3                     | 0                     | 0                     | 1          | 0          | 0          | C1+C3                          | 4+2                            | 0+0                            | 0                              | -        | -        | -        | 36    | 3     | 1     |
| 2023-2024             | Ajax Amsterdam        | Eredivisie            | 17          | 1           | 0           | 1                     | 0                     | 0                     | -          | -          | -          | C3+C4                          | 6+4                            | 0                              | 1+1                            | -        | -        | -        | 28    | 1     | 2     |
| 2024-2025             | Ajax Amsterdam        | Eredivisie            | 14          | 1           | 0           | -                     | -                     | -                     | -          | -          | -          | C3                             | 11                             | 0                              | 1                              | -        | -        | -        | 25    | 1     | 1     |
| Sous-total            | Sous-total            | Sous-total            | 105         | 10          | 8           | 10                    | 0                     | 0                     | 2          | 0          | 0          | -                              | 22                             | 0                              | 0                              | 1        | 0        | 0        | 140   | 10    | 8     |
| 2024-2025             | AS Rome               | Serie A               | 14          | 0           | 1           | 1                     | 0                     | 0                     | -          | -          | -          | C3                             | 3                              | 0                              | 0                              | -        | -        | -        | 18    | 0     | 1     |
| Total sur la carrière | Total sur la carrière | Total sur la carrière | 119         | 10          | 9           | 11                    | 0                     | 0                     | 2          | 0          | 0          | -                              | 25                             | 0                              | 0                              | 1        | 0        | 0        | 158   | 10    | 9     |

### En sélection nationale
| Saison                | Sélection             | Phases finales        | Phases finales | Phases finales | Phases finales | Éliminatoires | Éliminatoires | Éliminatoires | Matchs amicaux | Matchs amicaux | Matchs amicaux | Total | Total | Total |
| Saison                | Sélection             | Compétition           | M              | B              | Pd             | M             | B             | Pd            | M              | B              | Pd             | M     | B     | Pd    |
| --------------------- | --------------------- | --------------------- | -------------- | -------------- | -------------- | ------------- | ------------- | ------------- | -------------- | -------------- | -------------- | ----- | ----- | ----- |
| 2021-2022             | Pays-Bas              | -                     | -              | -              | -              | 1             | 0             | 0             | -              | -              | -              | 1     | 0     | 0     |
| Total sur la carrière | Total sur la carrière | Total sur la carrière | 0              | 0              | 0              | 1             | 0             | 0             | 0              | 0              | 0              | 1     | 0     | 0     |

## Palmarès

### En club
- Ajax Amsterdam
  - Champion des Pays-Bas en 2021 et 2022

### En sélection nationale
- Vainqueur du championnat d'Europe des moins de 17 ans en 2019 avec l'équipe des Pays-Bas des moins de 17 ans